# Arrondissement Carcassonne
Das Arrondissement Carcassonne ist eine Verwaltungseinheit des Départements Aude in der französischen Region Okzitanien. Hauptort (Sitz der Präfektur) ist Carcassonne.
Im Arrondissement liegen neun Wahlkreise (Kantone) und 186 Gemeinden.

## Wahlkreise
- Kanton La Piège au Razès (mit 51 von 72 Gemeinden)
- Kanton Carcassonne-1
- Kanton Carcassonne-2
- Kanton Carcassonne-3
- Kanton Le Bassin Chaurien
- Kanton La Malepère à la Montagne Noire
- Kanton Le Haut-Minervois
- Kanton La Montagne d’Alaric (mit 26 von 29 Gemeinden)
- Kanton La Vallée de l’Orbiel

## Gemeinden
Die Gemeinden des Arrondissements Carcassonne sind:
| 1. Aigues-Vives (11001)            | 2. Airoux (11002)                   | 3. Alairac (11005)                 | 4. Alzonne (11009)                   |
| 5. Aragon (11011)                  | 6. Arquettes-en-Val (11016)         | 7. Arzens (11018)                  | 8. Azille (11022)                    |
| 9. Badens (11023)                  | 10. Bagnoles (11025)                | 11. Baraigne (11026)               | 12. Barbaira (11027)                 |
| 13. Belflou (11030)                | 14. Belpech (11033)                 | 15. Berriac (11037)                | 16. Blomac (11042)                   |
| 17. Bouilhonnac (11043)            | 18. Bram (11049)                    | 19. Brézilhac (11051)              | 20. Brousses-et-Villaret (11052)     |
| 21. Cabrespine (11056)             | 22. Cahuzac (11057)                 | 23. Capendu (11068)                | 24. Carcassonne (11069)              |
| 25. Carlipa (11070)                | 26. Castans (11075)                 | 27. Castelnaudary (11076)          | 28. Caudebronde (11079)              |
| 29. Caunes-Minervois (11081)       | 30. Caunettes-en-Val (11083)        | 31. Caux-et-Sauzens (11084)        | 32. Cavanac (11085)                  |
| 33. Cazalrenoux (11087)            | 34. Cazilhac (11088)                | 35. Cenne-Monestiés (11089)        | 36. Citou (11092)                    |
| 37. Comigne (11095)                | 38. Conques-sur-Orbiel (11099)      | 39. Couffoulens (11102)            | 40. Cumiès (11114)                   |
| 41. Cuxac-Cabardès (11115)         | 42. Douzens (11122)                 | 43. Fajac-en-Val (11133)           | 44. Fajac-la-Relenque (11134)        |
| 45. Fanjeaux (11136)               | 46. Fendeille (11138)               | 47. Fenouillet-du-Razès (11139)    | 48. Ferran (11141)                   |
| 49. Floure (11146)                 | 50. Fonters-du-Razès (11149)        | 51. Fontiers-Cabardès (11150)      | 52. Fontiès-d’Aude (11151)           |
| 53. Fournes-Cabardès (11154)       | 54. Fraisse-Cabardès (11156)        | 55. Gaja-la-Selve (11159)          | 56. Generville (11162)               |
| 57. Gourvieille (11166)            | 58. Hounoux (11173)                 | 59. Issel (11175)                  | 60. La Cassaigne (11072)             |
| 61. La Force (11153)               | 62. La Louvière-Lauragais (11208)   | 63. La Pomarède (11292)            | 64. La Redorte (11190)               |
| 65. La Tourette-Cabardès (11391)   | 66. Labastide-d’Anjou (11178)       | 67. Labastide-en-Val (11179)       | 68. Labastide-Esparbairenque (11180) |
| 69. Labécède-Lauragais (11181)     | 70. Lacombe (11182)                 | 71. Lafage (11184)                 | 72. Laprade (11189)                  |
| 73. Lasbordes (11192)              | 74. Lasserre-de-Prouille (11193)    | 75. Lastours (11194)               | 76. Laurabuc (11195)                 |
| 77. Laurac (11196)                 | 78. Laure-Minervois (11198)         | 79. Lavalette (11199)              | 80. Les Brunels (11054)              |
| 81. Les Cassés (11074)             | 82. Les Ilhes (11174)               | 83. Les Martys (11221)             | 84. Lespinassière (11200)            |
| 85. Leuc (11201)                   | 86. Limousis (11205)                | 87. Malves-en-Minervois (11215)    | 88. Marquein (11218)                 |
| 89. Marseillette (11220)           | 90. Mas-Cabardès (11222)            | 91. Mas-des-Cours (11223)          | 92. Mas-Saintes-Puelles (11225)      |
| 93. Mayreville (11226)             | 94. Mayronnes (11227)               | 95. Mézerville (11231)             | 96. Miraval-Cabardès (11232)         |
| 97. Mireval-Lauragais (11234)      | 98. Molandier (11236)               | 99. Molleville (11238)             | 100. Montauriol (11239)              |
| 101. Montclar (11242)              | 102. Montferrand (11243)            | 103. Montirat (11248)              | 104. Montmaur (11252)                |
| 105. Montolieu (11253)             | 106. Montréal (11254)               | 107. Monze (11257)                 | 108. Moussoulens (11259)             |
| 109. Orsans (11268)                | 110. Palaja (11272)                 | 111. Payra-sur-l’Hers (11275)      | 112. Pécharic-et-le-Py (11277)       |
| 113. Pech-Luna (11278)             | 114. Pennautier (11279)             | 115. Pépieux (11280)               | 116. Pexiora (11281)                 |
| 117. Peyrefitte-sur-l’Hers (11283) | 118. Peyrens (11284)                | 119. Peyriac-Minervois (11286)     | 120. Pezens (11288)                  |
| 121. Plaigne (11290)               | 122. Plavilla (11291)               | 123. Pradelles-Cabardès (11297)    | 124. Preixan (11299)                 |
| 125. Puginier (11300)              | 126. Puichéric (11301)              | 127. Raissac-sur-Lampy (11308)     | 128. Ribouisse (11312)               |
| 129. Ricaud (11313)                | 130. Rieux-en-Val (11314)           | 131. Rieux-Minervois (11315)       | 132. Roquefère (11319)               |
| 133. Rouffiac-d’Aude (11325)       | 134. Roullens (11327)               | 135. Rustiques (11330)             | 136. Saint-Amans (11331)             |
| 137. Saint-Denis (11339)           | 138. Sainte-Camelle (11334)         | 139. Sainte-Eulalie (11340)        | 140. Saint-Frichoux (11342)          |
| 141. Saint-Gaudéric (11343)        | 142. Saint-Julien-de-Briola (11348) | 143. Saint-Martin-Lalande (11356)  | 144. Saint-Martin-le-Vieil (11357)   |
| 145. Saint-Michel-de-Lanès (11359) | 146. Saint-Papoul (11361)           | 147. Saint-Paulet (11362)          | 148. Saint-Sernin (11365)            |
| 149. Saissac (11367)               | 150. Sallèles-Cabardès (11368)      | 151. Salles-sur-l’Hers (11371)     | 152. Salsigne (11372)                |
| 153. Serviès-en-Val (11378)        | 154. Souilhanels (11382)            | 155. Souilhe (11383)               | 156. Soupex (11385)                  |
| 157. Taurize (11387)               | 158. Trassanel (11395)              | 159. Trausse (11396)               | 160. Trèbes (11397)                  |
| 161. Tréville (11399)              | 162. Val-de-Dagne (11251)           | 163. Ventenac-Cabardès (11404)     | 164. Verdun-en-Lauragais (11407)     |
| 165. Verzeille (11408)             | 166. Villalier (11410)              | 167. Villanière (11411)            | 168. Villardonnel (11413)            |
| 169. Villar-en-Val (11414)         | 170. Villarzel-Cabardès (11416)     | 171. Villasavary (11418)           | 172. Villautou (11419)               |
| 173. Villedubert (11422)           | 174. Villefloure (11423)            | 175. Villegailhenc (11425)         | 176. Villegly (11426)                |
| 177. Villemagne (11428)            | 178. Villemoustaussou (11429)       | 179. Villeneuve-la-Comptal (11430) | 180. Villeneuve-lès-Montréal (11432) |
| 181. Villeneuve-Minervois (11433)  | 182. Villepinte (11434)             | 183. Villesèquelande (11437)       | 184. Villesiscle (11438)             |
| 185. Villespy (11439)              | 186. Villetritouls (11440)          |                                    |                                      |

## Neuordnung der Arrondissements 2017

Arrondissementsanpassungen im Jahr 2017

Durch die Neuordnung der Arrondissements im Jahr 2017 wurde aus dem Arrondissement Carcassonne die Fläche der 27 Gemeinden Albières, Auriac, Bouisse, Davejean, Dernacueillette, Félines-Termenès, Lagrasse, Lairière, Lanet, Laroque-de-Fa, Massac, Montjoi, Mouthoumet, Moux, Palairac, Ribaute, Roquecourbe-Minervois, Saint-Couat-d’Aude, Saint-Martin-des-Puits, Saint-Pierre-des-Champs, Salza, Soulatgé, Talairan, Termes, Tournissan, Vignevieille und Villerouge-Termenès dem Arrondissement Narbonne zugewiesen.
Dafür wechselte die Fläche der sieben Gemeinden Brézilhac, Fenouillet-du-Razès, Ferran, Hounoux, Lasserre-de-Prouille, Verzeille und Villefloure vom Arrondissement Limoux zum Arrondissement Carcassonne.

## Ehemalige Gemeinden seit der landesweiten Neuordnung der Kantone
bis 2018: Montlaur, Pradelles-en-Val